# Andrena trinkoi
Andrena trinkoi är en biart som beskrevs av Osytshnjuk 1984. Andrena trinkoi ingår i släktet sandbin, och familjen grävbin. Inga underarter finns listade i Catalogue of Life.